# Эмсланд (район)
Эмсланд (нем. Emsland) — район в Германии. Центр района — город Меппен. Район входит в землю Нижняя Саксония. Занимает площадь 2881,40 км². Население — 310 088 чел. Плотность населения — 107,6 человек/км².
Официальный код района — 03 4 54.
Район подразделяется на 60 общин.

## Города и общины
1. Эмсбюрен (9 749)
2. Гесте (11 279)
3. Харен (22 754)
4. Хазелюнне (12 549)
5. Линген (51 318)
6. Меппен (34 196)
7. Папенбург (34 519)
8. Реде (4 228)
9. Зальцберген (7 436)
10. Твист (9 640)

Управление Дёрпен
1. Дерзум (1 470)
2. Дёрпен (4 814)
3. Хеде (2 202)
4. Клузе (1 499)
5. Леэ (985)
6. Нойбёргер (1 557)
7. Нойлеэ (728)
8. Вальхум (1 310)
9. Виппинген (881)

Управление Фререн
1. Андервенне (933)
2. Бестен (1 695)
3. Фререн (5 136)
4. Мессинген (1 135)
5. Туйне (1 935)

Управление Херцлаке
1. Дорен (1 173)
2. Херцлаке (4 070)
3. Леден (4 578)

Управление Латен
1. Фрезенбург (887)
2. Латен (5 866)
3. Нидерланген (1 214)
4. Оберланген (916)
5. Ренкенберге (682)
6. Зуструм (1 250)

Управление Ленгерих
1. Бавинкель (2 351)
2. Герстен (1 210)
3. Хандруп (876)
4. Ланген (1 395)
5. Ленгерих (2 673)
6. Ветруп (578)

Управление Нордхюммлинг
1. Бокхорст (1 010)
2. Бредденберг (791)
3. Эстервеген (5 129)
4. Хилькенброк (817)
5. Зурвольд (4 402)

Управление Зёгель
1. Бёргер (2 779)
2. Грос-Берсен (677)
3. Хюфен (565)
4. Клайн-Берсен (1 161)
5. Зёгель (6 729)
6. Шпанхарренстетте (1 404)
7. Штаферн (1 064)
8. Верпело (1 105)

Управление Шпелле
1. Люнне (1 813)
2. Шапен (2 437)
3. Шпелле (8 403)

Управление Верльте
1. Лан (902)
2. Лоруп (3 017)
3. Растдорф (992)
4. Фрес (1 584)
5. Верльте (9 165)